# De Kerkradenaar
De Kerkradenaar was het eerste weekblad dat in Kerkrade verscheen. Het politiek getinte blad verscheen tussen 1914 en 1919. Redacteur, uitgever en drukker was Louis Ackens. In een zeer katholieke omgeving was het uiterst ongewoon dat een sociaaldemocratisch orgaan zo lang stand hield. Verantwoordelijk daarvoor was waarschijnlijk een wekelijks terugkerende rondgang door de toenmalige mijnstad met twee personen die allerhande lokale misstanden aan de kaak stelden. De bevolking bleef dan ook het blad lezen omdat men zichzelf herkende in de gehekelde toestanden. Ondergang van het weekblad werd uiteindelijk de katholieke kerk die alles wat socialistisch leek in de ban deed.
De Kerkradenaar werd opgevolgd door Het Volksblad. Na het verdwijnen van dit periodiek gaf Ackens tot 1929 nog korte tijd een derde titel uit, De Waarheid.